# Ochtersum
Ochtersum är en kommun i Landkreis Wittmund i förbundslandet Niedersachsen i Tyskland. Kommunen bildades 1 juli 1972 genom en sammanslagning av de tidigare kommunerna Ostochtersum och Westochtersum.
Kommunen ingår i kommunalförbundet Samtgemeinde Holtriem tillsammans med ytterligare sju kommuner.